# شهرستان‌های ژاپن

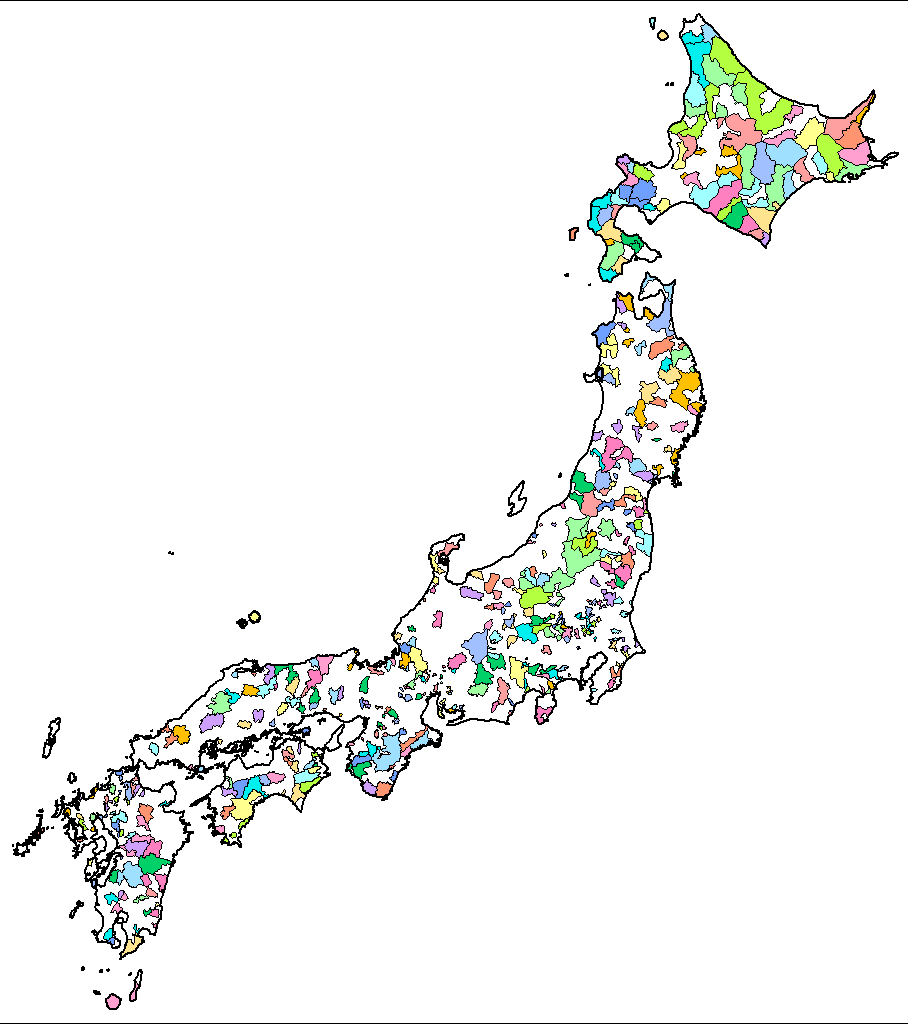
شهرستان‌های ژاپن

یک شهرستان (郡 gun) در کشور ژاپن یکی از تقسیمات جغرافیایی این کشور است که شامل یک یا چند منطقه شهری می‌شود. واحد شهرستان در ژاپنِ قدیم و نیز بین سال‌های ۱۸۷۸ تا ۱۹۲۱ به عنوان یکی از تقسیمات اداری رسمی ژاپن کاربرد داشت.